# Nouri al-Maliki

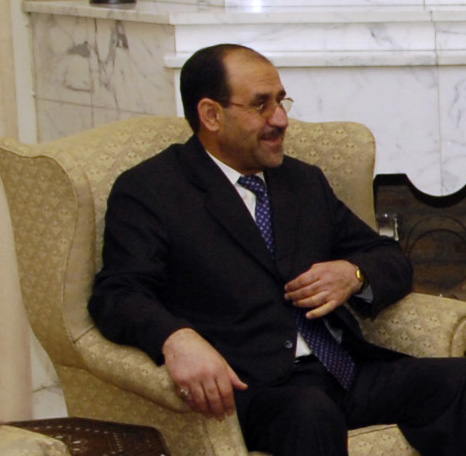
Nouri Maliki

Nouri Kamel al-Maliki (Arabisch: نوري كامل المالكي) (Al-Hindiya nabij Hilla, 20 juni 1950), ook bekend als Jawad al-Maliki, is een Iraaks sjiitisch politicus. Hij is voorzitter van de Islamitische Dawapartij. Tussen 2006 en 2014 was hij de premier van Irak. 
Samen met Osama al-Nujaifi en Iyad Allawi bekleedt al-Maliki sinds 2014 het vicepresidentschap van Irak, aanvankelijk onder president Fuad Masum en sinds oktober 2018 onder president Barham Salih.

## Politieke loopbaan
In 1980 werd Maliki door Saddam Hoessein ter dood veroordeeld voor zijn politieke activiteiten in de Dawa-partij. Vanuit ballingschap in Syrië bleef hij tegen het regime van Hoessein strijden. Na de val van Hoessein keerde Maliki terug naar Irak waar hij medeverantwoordelijk was voor de verbanning van leden van Hoesseins Ba'ath-partij uit het overheidsapparaat. Op 22 april 2006 werd hij door president Jalal Talabani genomineerd voor de positie van minister-president en op 20 mei werd hij beëdigd.
Acht jaar later, op 14 augustus 2014, maakte hij zijn aftreden bekend om plaats te maken voor Haider al-Abadi. Op 8 september 2014 trad hij daadwerkelijk af en werd hij benoemd tot een van de drie vicepresidenten van Irak.